# Басс, Ион Борисович
Ион Басс (настоящее имя — Иван Борисович Бас; рум. Ion Bass; 25 июня 1933, с. Кирсово, Бессарабия, Королевство Румыния — 11 февраля 2005) — молдавский и советский певец, исполнитель народных песен, музыкант, музыкальный педагог. Народный артист Молдавской ССР
  (1989).

## Биография
Родился в бессарабском селе Кирсово (ныне Гагаузия, Молдавия) в болгарской семье. Его отец, Боньо Кристев Андонов, умер когда будущий певец был ребёнком и он воспитывался в детском доме в Комрате и Бельцах. Окончил бельцкое сельскохозяйственное училище по специальности «пчеловодство».
В 1961 году окончил Республиканское музыкальное училище им. Штефана Няги в Кишинёве по классу вокала и хорового дирижирования.
Ион Басс — талантливый исполнитель молдавских, гагаузских и болгарских народных песен и эстрадной музыки. В радиофонотеке Молдавии хранятся записанные им песни композиторов Ш. Аранова, К. Руснака, В. Дынги и др. Народные песни в его исполнении известны далеко за пределами страны. Был солистом джаз-оркестра «Букурия» под управлением Шико Аранова («Ты пойми», музыка Ш. Аранова на слова Ливиу Деляну; «Аурика», музыка Ш. Аранова на слова Аурелиу Бусуйка; «Ка збучумул мэрий», музыка Т. Марина на слова А. Бусуйка, «Дай руку», музыка Ш. Аранова на слова Ливиу Деляну).
В 1961—1974 гг. работал в качестве солиста Молдавской филармонии.
Концертная деятельность И. Басса была связана с оркестром народной музыки «Флуераш» (1961—1963), джаз-оркестром «Букурия» (1964—1966), ансамблем народной музыки «Мугурел» (1966—1974).
В 1974—1987 годах — солист оркестра народной музыки «Фолклор», с 1992 года работал преподавателем Республиканского музыкального колледжа им. Штефана Няги.
Внучка — певица Анна Драгу (род. 2001).

## Избранная дискография
- «Cîntec despre Comrat»,
- «Viorele»,
- «Mîndră-mi ești, frumoasa țară»,
- «Ca zbuciumul mării»,
- «Nopți moldovenești»,
- «Aurica»,
- «Cerven deado».

## Награды
- 1967 — Заслуженный деятель искусств Молдавской ССР.
- 1989 — Народный артист Молдавской ССР.
- 1998 — Орден «Трудовая слава»